# Municipio de Coapilla
El municipio de Coapilla es un municipio del estado mexicano de Chiapas, destacado por su lago de color verde azulado rodeado de mitos y leyendas respecto a su formación y encantamiento. La cabecera municipal homónima, está ubicada a 1,623 metros sobre el nivel del mar, y a una distancia aproximada de 98 kilómetros al norte de la Ciudad de Tuxtla Gutiérrez, capital del estado de Chiapas.
Topográficamente, el municipio de Coapilla se localiza en la región de las Montañas del Norte de Chiapas, específicamente en la Sierra de Pantepec; lo que explica el carácter accidentado de su relieve.
El nombre de Coapilla deriva de los términos del idioma Náhuatl (Coatl, «culebra») y (Apan, «río») que significa: "rio de las culebras". En lengua Zoque, Coapilla se dice "Kuñämä".
El municipio de Coapilla presenta límites con los municipios de: Ocotepec, Tapalapa y Pantepec al norte, Bochil al este, Chicoásen al sur y Copainalá al oeste. Según los datos del conteo de población INEGI 2020, el número total habitantes en el municipio de Coapilla es de 9,900 habitantes.
La población del municipio se dedica principalmente a la agricultura, pues la tierra es adecuada para la producción de café, chayote, manzana, aguacate, zarzamora, durazno, ciruela, pera y fresa; sin embargo, la gente se dedica primordialmente a la siembra de maíz y frijol, así como a la cría de animales de traspatio para el autoconsumo.

## Reseña histórica
Hacia el año 300 de nuestra era, los antiguos zoques, los olmecas, se instalaron en la región como lo atestiguan los vestigios arqueológicos que se encuentran en el municipio. Ellos nombran a Coapilla, "kuñämä", que en lengua zoque significa "corona de cerros". En 1524 durante la colonización europea, los zoques de la región fueron repartidos entre los encomenderos de Coatzacoalcos, por lo que la población decreció notablemente; en 1778, se levantó un censo que arrojó una población de 118 zoques; en 1826, se realizó la primera dotación ejidal, la cual se amplió en 1849; el 19 de agosto de 1880, se rectificó el plano representativo del pueblo; el 31 de julio de 1909, se inició la construcción de la primera escuela oficial; el 13 de noviembre de 1882, se creó el Departamento de Mezcalapa del cual Coapilla pasó a depender.
En el año 2000 aproximadamente, se concedió un permiso de tala de árboles, dejando como saldo cientos de hectáreas deforestadas. Los productos maderables son fuente de los principales recursos económicos para algunas personas de este municipio. A pesar de ello, la explotación forestal ha dejado varios estragos ecológicos en el territorio, pues daña mantos acuíferos y el suelo, también ha propiciado la tala ilegal agudizando conflictos entre ejidatarios y deforestadores.

## Cultura
En cuanto a lo cultural, el municipio de Coapilla tiene sus orígenes directos en el pueblo Zoque de la región; lo cual, al mezclarse con elementos culturales traídos por los conquistadores españoles, dieron lugar a la vestimenta, música y tradiciones que le caracterizan hoy en día.
Gran parte de estas expresiones, giran en torno a la laguna conocida como "Laguna encantada", ubicada en la cabecera municipal y que es punto de partida de muchas leyendas.

### Leyendas
En el libro Historia y Tradición del Municipio de Coapilla, Chiapas, editado por el Gobierno del estado de Chiapas en colaboración con el Ayuntamiento Municipal de Coapilla, se comparte la siguiente leyenda sobre el nacimiento de la laguna emblemática del municipio:

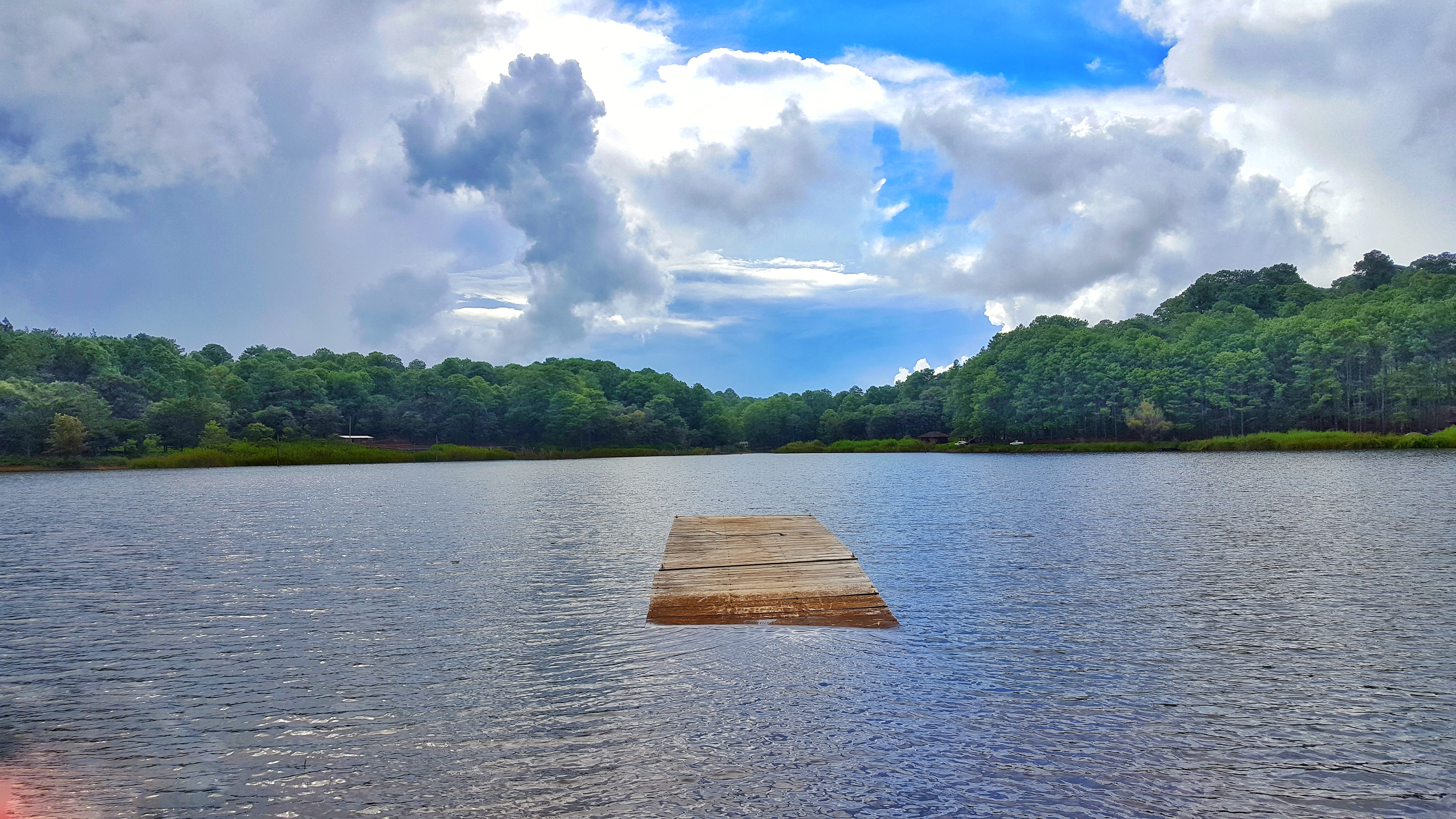
Laguna Encantada de Coapilla

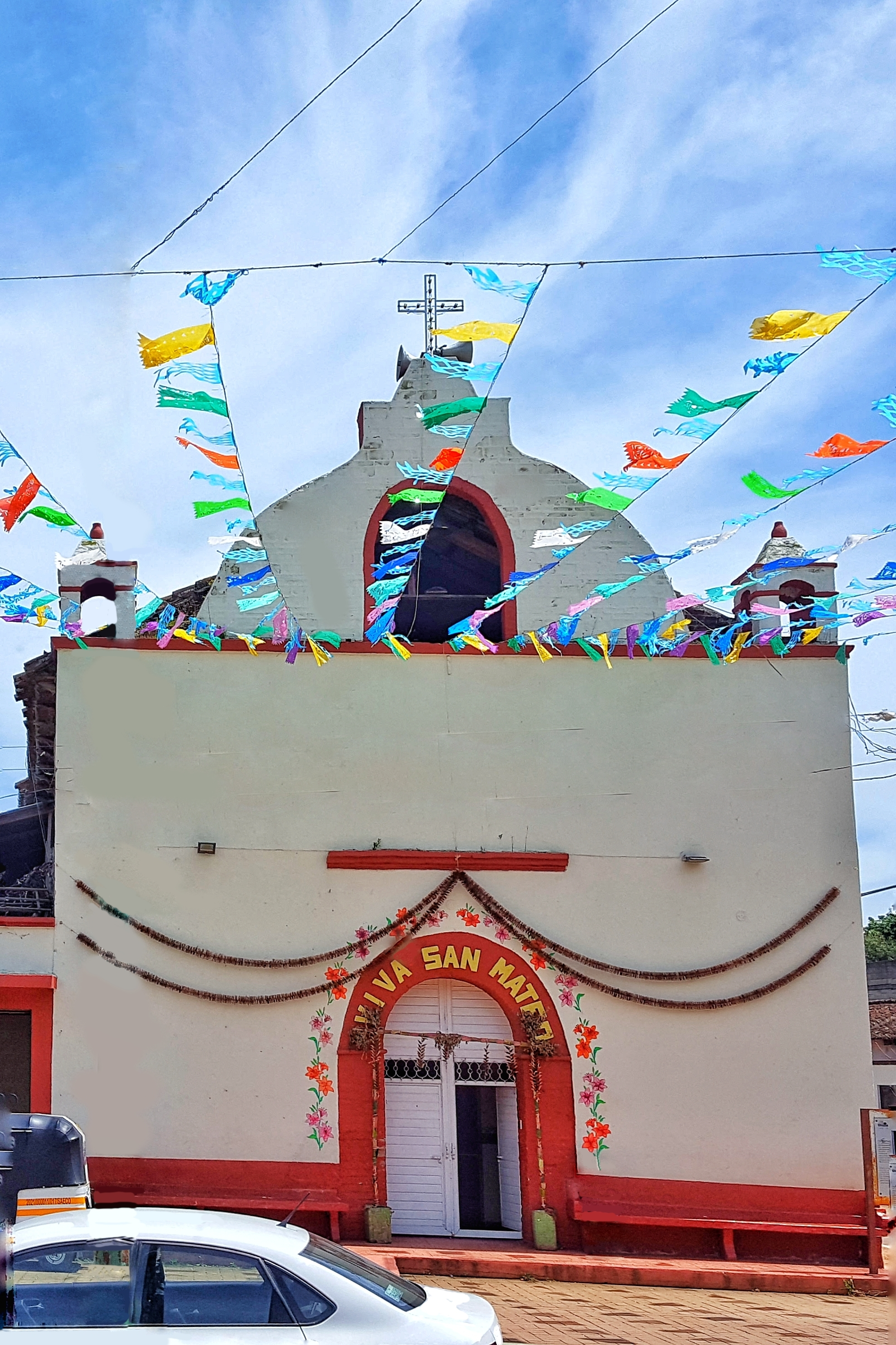
Iglesia de Coapilla, dedicada a la Virgen de la Candelaria

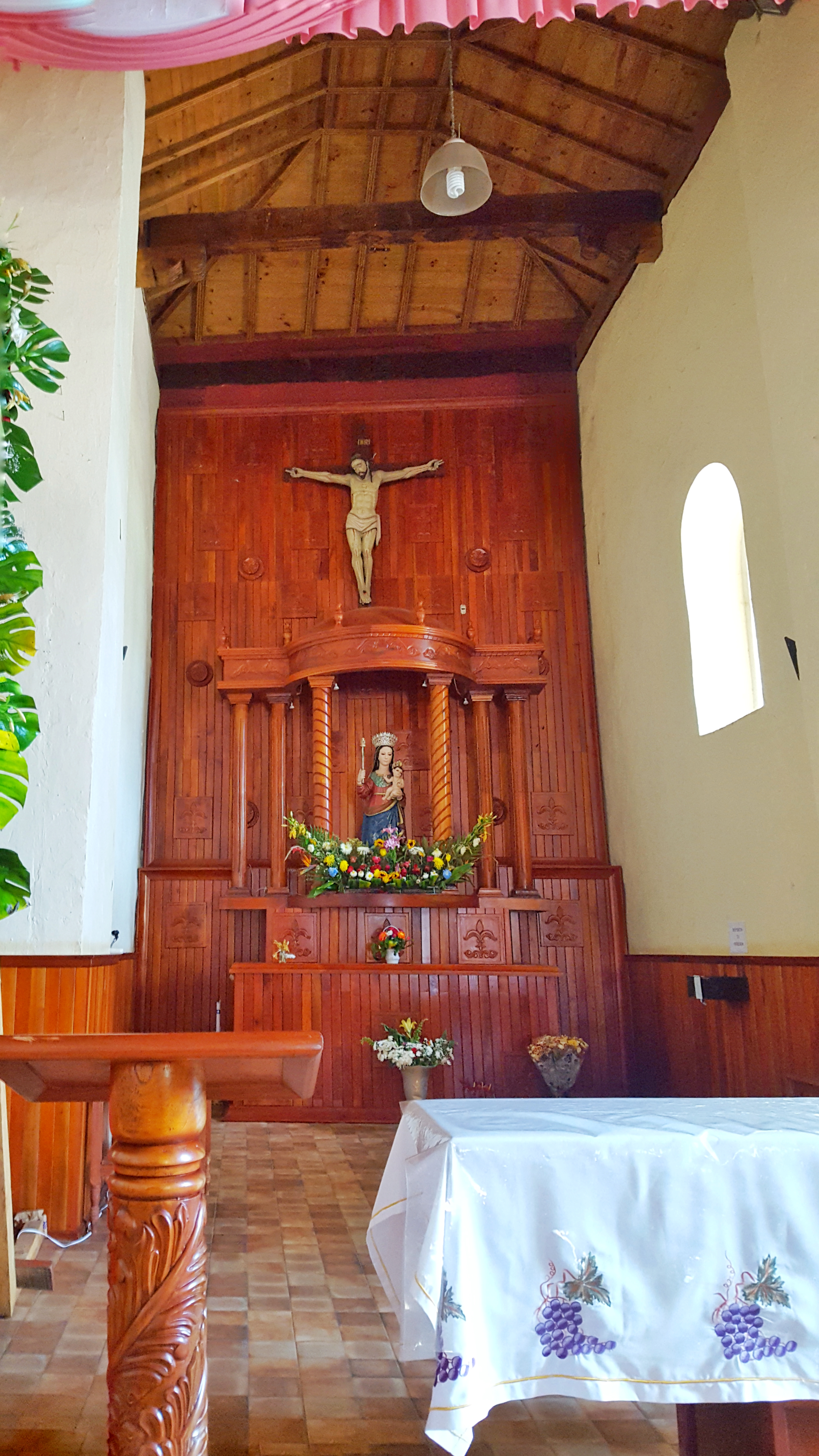
Altar principal de la Iglesia de la Virgen de la Candelaria

"Cuentan que una niña llegaba todos los días con un cántaro al pozo del pueblo, para traer agua. A cada viaje se le rompía el cántaro, y su madrastra le pegaba; huyó de su casa y se fue a llorar junto al pozo. Se le apareció una señora, que al escuchar sus quejas hizo cerrar sus ojos y la llevó al fondo del pozo, prometiéndole que ahí viviría feliz. El pozo se fue haciendo cada vez más grande, hasta que se convirtió en laguna. Luego empezaron a salir de sus aguas unos muñecos de madera y unos hombres que se convertían en puercos gigantes a los que llamaron "tzuyoyas", quienes perseguían a la gente, devorando a los que tenían la mala suerte de encontrarlos."

## Demografía
De acuerdo a los resultados del Censo de Población y Vivienda de 2020 realizado por el Instituto Nacional de Estadística y Geografía, la población total del municipio es de 9900 habitantes, lo que representa un crecimiento promedio de 1.6% anual en el período 2010-2020 sobre la base de los 8444 habitantes registrados en el censo anterior. Al año 2020 la densidad del municipio era de 63,87 hab/km².
| Gráfica de evolución demográfica de Municipio de Coapilla entre 2000 y 2020 |
|                                                                             |
| Fuente: Instituto Nacional de Estadística Geografía e Informática           |

El 49.2% de los habitantes eran hombres y el 50.8% eran mujeres. El 85.2% de los habitantes mayores de 15 años (5567 personas) estaba alfabetizado. La población indígena sumaba 2045 personas.
En 2010 el 47.2% de los habitantes del municipio (3778 personas) se encontraba en situación de pobreza extrema. Según los datos obtenidos en el censo de 2020,esta situación afectaba al 25.7% de la población (2571 personas).

### Localidades
En el censo de 2020 el municipio de Coapilla contaba con 30 localidades.
| Código INEGI      | Localidad                  | Población (2020) |
| ----------------- | -------------------------- | ---------------- |
| 070180001         | Coapilla                   | 3 770            |
| 070180013         | Buenavista                 | 1 501            |
| 070180016         | José María Morelos y Pavón | 1 147            |
| Otras localidades | Otras localidades          | 3 482            |
| Total municipal   | Total municipal            | 9 900            |

## Salud y educación
En 2010 el municipio tenía un total de 2 unidades de atención de la salud, con solo 1 persona como personal médico. Existían 15 escuelas de nivel preescolar, 20 primarias, 6 secundarias, 2 bachilleratos y 7 escuelas primarias indígenas.

## Actividades económicas
Las principales actividades económicas del municipio son el comercio minorista, la elaboración de productos manufacturados y en menor medida la prestación de servicios de alojamiento temporal y preparación de alimentos y bebidas.